# Dan Esinenco
Dan Esinenco (sau, alteori, Dan Esinencu, n. 3 iunie 1965) este un pictor basarabean, născut în satul Isacova, Orhei, Republica Moldova, stabilit în Ucraina (Kiev). Este discipol al lui Mihai Grecu, adept al liberalismului expresiv.  

## Studii, educație
- 1976-1980 - Școala de Arte Plastice “A.I. Sciusev”, Chișinău
- 1982 - Studii în atelierul lui Mihai Grecu
- 1980-1984 - Colegiul Republican de Arte Plastice “I.E. Repin”, Chișinău

## Activitate profesională
- Din 1987 participă la diverse expoziții de nivel regional și internațional
- 1989 - Membru al Uniunii Artiștilor Plastici din fosta URSS
- 1995 - Membru al Uniunii Artiștilor din Ucraina

## Expoziții grup
- 1987-1990 - Expoziția Națională și Regională de Arte, Chișinău, Republica Moldova
- 1990 - “Artistii moldoveni in Finlanda”, Finlanda
- 1991 - Expoziția Națională de Arte, Holul Uniunii Artiștilor Plastici din Ucraina, Kiev
- 1991 - “Art Inform gallery”, Kiev, Ucraina
- 1992 - Galeria de Arta Contemporana “Tina-Tin”, Berlin, Germania
- 1993 - Expoziția Națională de Arte, Holul Uniunii Artiștilor din Ucraina, Kiev
- 1993 - “Galeria Bak-2”, Munchen, Germania
- 1993 - “Art Inform gallery”, Muzeul Național “T.G. Șevcenko”, Kiev, Ucraina
- 1994 - Expoziția Naționala de Arte, Holul Uniunii Artiștilor Plastici din Ucraina, Kiev

## Expoziții tematice
- “50 de ani de la  Eliberarea Ucrainei”, Kiev, Ucraina
- “Lumea fara fascism”, Holul Uniunii Artiștilor din Ucraina, Kiev, Ucraina
- “Aniversarea lui Bogdan Hmelnitsky”, Expoziția Naționala de Arte, Holul Uniunii Artiștilor din Ucraina, Kiev
- Expoziția de Arte la Crăciun, Holul Uniunii Artiștilor din Ucraina, Kiev
- 1996 - “Artiștii pentru copii”, expoziție de caritate, Galeria de Artă a Centrului Municipal de Artă din Kiev “Slavutici”
- Tirgul de Arte Kiev 1996, Galeria de Artă a Centrului Municipal de Artă din Kiev “Lavta”
- 1997 - Expozitia de primavara, Holul Uniunii Artiștilor din Ucraina, Kiev
- 1997 - “Pentru copiii din Cernobîl”, expoziție de caritate, Banca Națională a Ucrainei
- 1998 - Bienala de pictură abstractă, Kiev, Ucraina
- 1998 - Trienala de pictură, Kiev, Ucraina
- 2001 - Genealogia culorii, Kiev, Ucraina
- 2001 - Trienala de pictură, Kiev, Ucraina

## Lucrări in colecții de stat
- Fondul Ministerului de Cultură al Ucrainei
- Muzeul Național de Arte Plastice, Chișinău, Moldova
- Asociația “Paleta Moscovei”, Moscova, Rusia
- Galleria Art-Inform, Kiev, Ucraina
- Galeria Svetmila, Kiev, Ucraina
- E. V. Gallery, Wuppertal, Germania
- Galeria Fraților Kostovetski, Canada

## Lucrări în colecții private
Pictorul are lucrări în colecții private din Ucraina, Moldova, Rusia, Germania.